# Torymus oviperditor
Torymus oviperditor är en stekelart som först beskrevs av Charles Joseph Gahan 1927.  Torymus oviperditor ingår i släktet Torymus och familjen gallglanssteklar. Inga underarter finns listade i Catalogue of Life.